# ريال إيراني

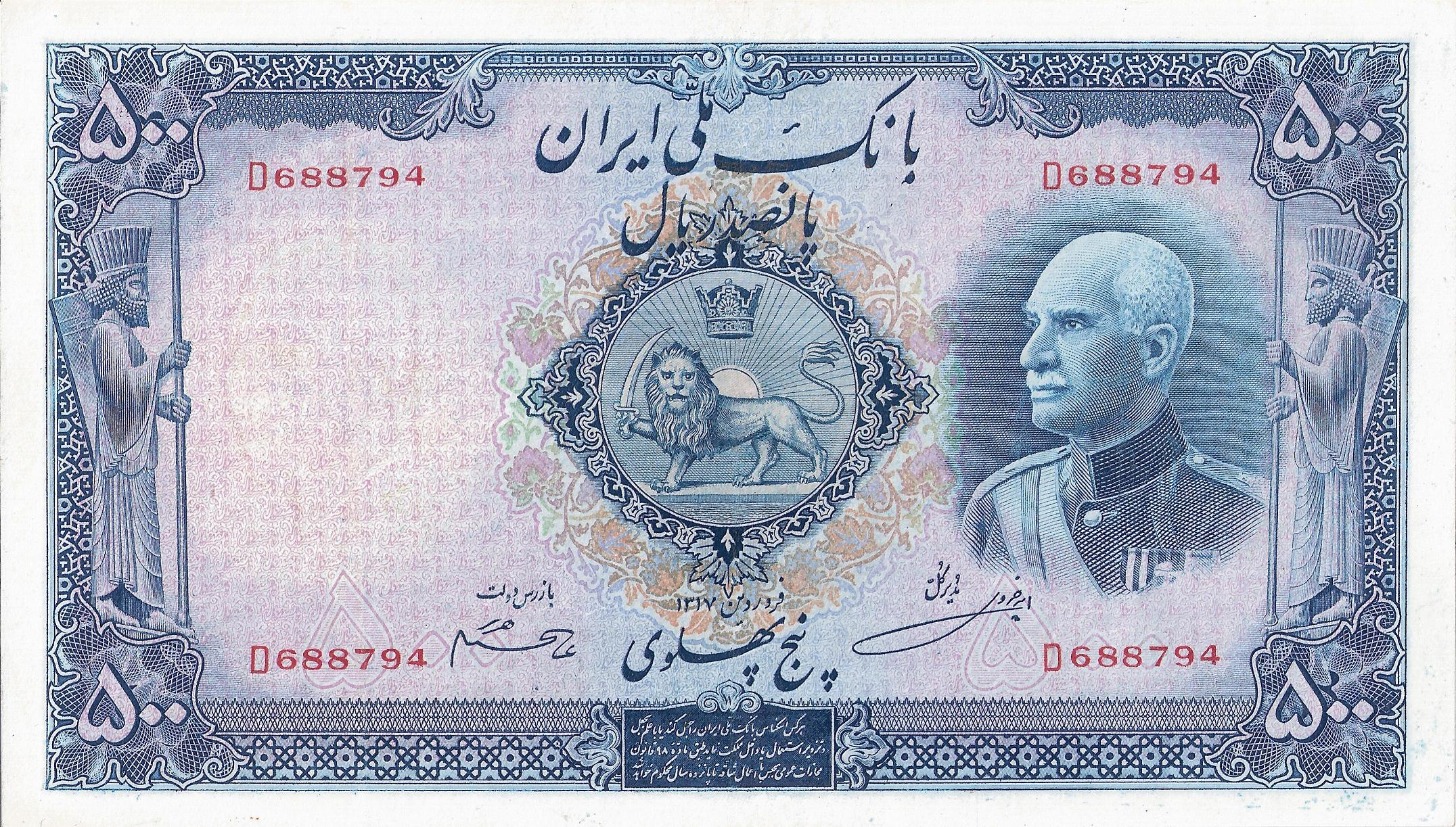
الريال الإيراني في 1938

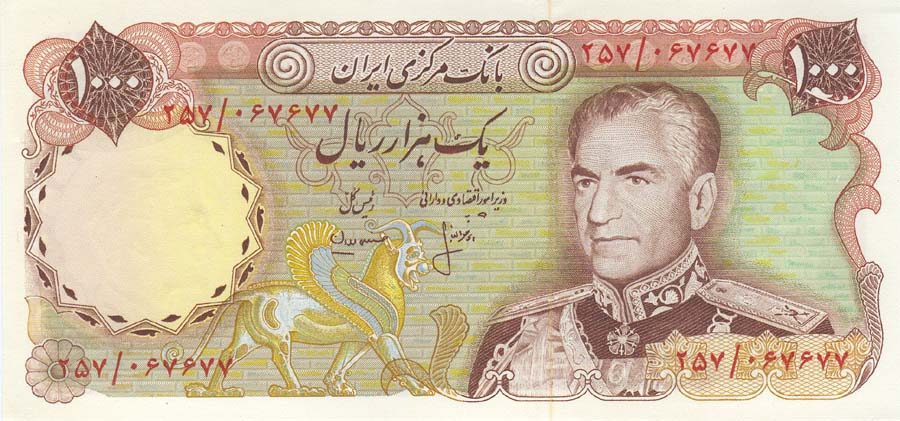
عملة إيرانية من فئة 1000 ريال في فترة حكم محمد رضا بهلوي

الريال الإيراني (بالإسبانية: real) (الفارسية: ریال ایران، رومنة: riyâl-è Irân; symbol: ریال; اقتصادر: Rl (مفرد) و Rls (جمع) هو العملة الرسمية في إيران، وكان يُقسّم عند إنشائه إلى 100 دينار. ولكن نظرًا لانخفاض قيمته، لم تكن هذه التقسيمات تُستخدم في المحاسبة. وحتى بعد إلغاء التومان رسميًا في عام 1308 هـ.ش (خلال عهد رضا شاه بهلوي) واعتماد الريال كعملة رسمية، ظل التومان (الذي يعادل 10 ريالات) مستخدمًا في الحسابات اليومية.
وفقًا للمعيار أيزو 4217، يُرمز إلى الريال الإيراني بالرمز IRR في المعاملات العالمية. كما حدد معيار يونيكود رمز الريال كرمز متوافق بالشكل "ریال" في الموقع U+FDFC.
بالاستناد إلى المادة الأولى من قانون النقد والمصارف الإيراني، فإن الوحدة النقدية في إيران هي الريال، وهو يساوي 100 دينار ويعادل 0.000000205 غرام من الذهب الخالص.
تشمل الأوراق النقدية المتداولة في إيران الفئات 10,000، 20,000، 50,000 و 100,000 ريال. كما توجد ثلاثة أنواع من الأوراق النقدية تُعرف باسم الشيك الإيراني بفئات 500,000، 1,000,000 و 2,000,000 ريال. وتشمل العملات المعدنية المتداولة فئات 250، 500، 1,000، 2,000 و 5,000 ريال.

## العملات البنكية
عام 1932، أصدر "بنك ملي إيران" أوراقًا نقدية من فئات 5 و10 و20 و50 و100 و500 ريال. وفي عام 1935، طُرحت أوراق نقدية من فئة 1000 ريال، تلتها أوراق نقدية من فئة 200 ريال في عام 1951 و5000 و10000 ريال في عام 1952. أما أوراق النقد من فئة 5 ريال، فقد صدرت آخر مرة في أربعينيات القرن العشرين، واختفت أوراق النقد من فئة 10 ريال في الستينيات. وفي عام 1961، تولى البنك المركزي الإيراني إصدار النقود الورقية.
عام 1979، بعد الثورة الإسلامية، طُبعت أوراق نقدية إيرانية تحمل صورة الشاه بتصاميم معقدة لتغطية وجهه. وكانت الإصدارات الأولى المنتظمة للجمهورية الإسلامية من فئات 100، 200، 500، 1000، 5000، و10000 ريال. وطُرحت أوراق نقدية من فئة 2000 ريال عام 1986.
العملات يصدرها البنك المركزي الإيراني، وكل منها يحمل توقيع رئيس البنك المركزي الإيراني. أصبحت أوراق النقد من فئة 100 و200 و500 ريال نادرةً بشكل متزايد؛ إذ اعتاد أصحاب المتاجر توزيع عبوات صغيرة من العلكة بدلًا من آخر 500 ريال من العملات. ففي ظل الظروف اليومية، يحمل الناس رزمًا من أوراق فئة 100,000 ريال.

### الفترة القاجارية (1850–1925)
| السلسلة الحالية 1850–1925 | السلسلة الحالية 1850–1925 | السلسلة الحالية 1850–1925 | السلسلة الحالية 1850–1925 | السلسلة الحالية 1850–1925 | السلسلة الحالية 1850–1925 | السلسلة الحالية 1850–1925 | السلسلة الحالية 1850–1925               |
| الصورة                    | الصورة                    | القيمة                    | الأبعاد (مليمتر)          | اللون الاساسي             | اللون الاساسي             | الوصف                     | الوصف                                   |
| الوجه                     | الظهر                     | القيمة                    | الأبعاد (مليمتر)          | اللون الاساسي             | اللون الاساسي             | الوجه                     | الظهر                                   |
| ------------------------- | ------------------------- | ------------------------- | ------------------------- | ------------------------- | ------------------------- | ------------------------- | --------------------------------------- |
|                           |                           | 1 تومان                   | 130 × 67                  |                           | فضي                       | ناصر الدين شاه قاجار      | القيمة، "الدولة الإمبراطورية الإيرانية" |
|                           |                           | 5 تومان                   | 136 × 69                  |                           | تان                       | ناصر الدين شاه قاجار      | القيمة، "الدولة الإمبراطورية الإيرانية" |
|                           |                           | 50 تومان                  | 142 × 71                  |                           | رمادي                     | ناصر الدين شاه قاجار      | شعار الأسد والشمس                       |

### رضا شاه (1925–1941)
| سلسلة العملات 1925–1941 | سلسلة العملات 1925–1941 | سلسلة العملات 1925–1941 | سلسلة العملات 1925–1941 | سلسلة العملات 1925–1941 | سلسلة العملات 1925–1941 | سلسلة العملات 1925–1941 | سلسلة العملات 1925–1941    |
| الصورة                  | الصورة                  | القيمة                  | الأبعاد (مليمتر)        | اللون الاساسي           | اللون الاساسي           | الوصف                   | الوصف                      |
| الوجه                   | الظهر                   | القيمة                  | الأبعاد (مليمتر)        | اللون الاساسي           | اللون الاساسي           | الوجه                   | الظهر                      |
| ----------------------- | ----------------------- | ----------------------- | ----------------------- | ----------------------- | ----------------------- | ----------------------- | -------------------------- |
|                         |                         | ريال 5                  | 130 × 67                |                         | أخضر                    | رضا شاه بهلوي           | شعار الأسد والشمس مع التاج |
|                         |                         | ريال 10                 | 136 × 69                |                         | بني                     | رضا شاه بهلوي           | شعار الأسد والشمس مع التاج |
|                         |                         | ريال 20                 | 142 × 71                |                         | أرجواني                 | رضا شاه بهلوي           | شعار الأسد والشمس مع التاج |
|                         |                         | ريال 500                | 142 × 71                |                         | ازرق بحري               | رضا شاه بهلوي           | ضريح كورش الكبير           |
|                         |                         | ريال 1,000              | 148 × 73                |                         | فضي                     | رضا شاه بهلوي           | جبل دماوند                 |

### محمد رضا شاه (1942–1978)
| سلسلة العملات 1942–1978 | سلسلة العملات 1942–1978 | سلسلة العملات 1942–1978 | سلسلة العملات 1942–1978 | سلسلة العملات 1942–1978           | سلسلة العملات 1942–1978 | سلسلة العملات 1942–1978           | سلسلة العملات 1942–1978            |
| الصورة                  | الصورة                  | القيمة                  | الأبعاد (مليمتر)        | اللون الاساسي                     | اللون الاساسي           | الوصف                             | الوصف                              |
| الوجه                   | الظهر                   | القيمة                  | الأبعاد (مليمتر)        | اللون الاساسي                     | اللون الاساسي           | الوجه                             | الظهر                              |
| ----------------------- | ----------------------- | ----------------------- | ----------------------- | --------------------------------- | ----------------------- | --------------------------------- | ---------------------------------- |
|                         |                         | ريال 10                 | 130 × 67                |                                   | فضي                     | محمد رضا شاه بهلوي                | الختم الإمبراطوري للملك دارا الأول |
|                         |                         | ريال 10                 | 130 × 67                | ضريح ابن سينا                     | فضي                     | محمد رضا شاه بهلوي                |                                    |
|                         |                         | ريال 10                 | 130 × 67                | سد الأمير الكبير                  | فضي                     | محمد رضا شاه بهلوي                |                                    |
|                         |                         | ريال 20                 | 130 × 67                |                                   | برتقالي                 | محمد رضا شاه بهلوي                |                                    |
|                         |                         | ريال 50                 | 130 × 67                |                                   | اخضر                    | محمد رضا شاه بهلوي                | محمد رضا شاه بهلوي في اجتماع عام   |
|                         |                         | ريال 50                 | 130 × 67                | باسارغاد                          | اخضر                    | محمد رضا شاه بهلوي                |                                    |
|                         |                         | ريال 100                | 136 × 69                |                                   | ارجواني                 | محمد رضا شاه بهلوي                | خدمات اجتماعية                     |
|                         |                         | ريال 100                | 136 × 69                | قصر مرمر                          | ارجواني                 | محمد رضا شاه بهلوي                |                                    |
|                         |                         | ريال 100                | 136 × 69                | رضا شاه بهلوي ومحمد رضا شاه بهلوي | ارجواني                 | الذكرى الخمسين لتأسيس سلالة بهلوي |                                    |
|                         |                         | ريال 200                | 136 × 69                |                                   | اخضر ازرق               | محمد رضا شاه بهلوي                | برج آزادي                          |
|                         |                         | ريال 500                | 142 × 71                |                                   | فضي اصفر ذهبي           | محمد رضا شاه بهلوي                | مارليك                             |
|                         |                         | ريال 1,000              | 148 × 73                |                                   | بني                     | محمد رضا شاه بهلوي                | ضريح حافظ الشيرازي                 |
|                         |                         | ريال 5,000              | 154 × 75                |                                   | ازرق                    | محمد رضا شاه بهلوي                | قصر كلستان                         |
|                         |                         | ريال 10,000             | 160 × 77                |                                   | اخضر                    | محمد رضا شاه بهلوي                | Baharestan                         |

### سلسلة الإمام الرضا(1980–1982)
| Current series | Current series | Current series | Current series   | Current series | Current series | Current series | Current series     |
| الصورة         | الصورة         | القيمة         | الأبعاد (مليمتر) | اللون الاساسي  | اللون الاساسي  | الوصف          | الوصف              |
| الوجه          | الظهر          | القيمة         | الأبعاد (مليمتر) | اللون الاساسي  | اللون الاساسي  | الوجه          | الظهر              |
| -------------- | -------------- | -------------- | ---------------- | -------------- | -------------- | -------------- | ------------------ |
|                |                | ريال 100       | 142×71           |                | بنفسجي         | العتبة الرضوية | مدرسة تشهارباغ     |
|                |                | ريال 200       | 148×73           |                | ازرق اخضر      | العتبة الرضوية | ضريح ابن سينا      |
|                |                | ريال 500       | 154×75           |                | بني            | العتبة الرضوية | الحصان المجنح      |
|                |                | ريال 1,000     | 160×77           |                | زهري           | العتبة الرضوية | ضريح حافظ الشيرازي |
|                |                | ريال 5,000     | 166×79           |                | ارجواني        | العتبة الرضوية | مصفاة نفط طهران    |
|                |                | ريال 10,000    | 172×81           |                | اخضر           | العتبة الرضوية | Baharestan         |

### فترة الثورة (1981–2005)
| عملات 1981–2005 | عملات 1981–2005 | عملات 1981–2005 | عملات 1981–2005  | عملات 1981–2005 | عملات 1981–2005 | عملات 1981–2005            | عملات 1981–2005                              |
| الصورة          | الصورة          | القيمة          | الأبعاد (مليمتر) | اللون الاساسي   | اللون الاساسي   | الوصف                      | الوصف                                        |
| الوجه           | الظهر           | القيمة          | الأبعاد (مليمتر) | اللون الاساسي   | اللون الاساسي   | الوجه                      | الظهر                                        |
| --------------- | --------------- | --------------- | ---------------- | --------------- | --------------- | -------------------------- | -------------------------------------------- |
|                 |                 | ريال 100        | 130×67           |                 | بنفسجي          | حسن المدرس                 | المبنى القديم لمجلس الشورى الإسلامي في إيران |
|                 |                 | ريال 200        | 136×69           |                 | رمادي           | Jame Mosque of Yazd        | العمال الزراعيين                             |
|                 |                 | ريال 500        | 142×71           |                 | رمادي اخضر      | Friday prayers             | المدخل الرئيسي لجامعة طهران                  |
|                 |                 | ريال 1,000      | 148×73           |                 | بني             | المدرسة الفيضية            | قبة الصخرة                                   |
|                 |                 | ريال 2,000      | 151×74           |                 | بنفسجي          | Liberation of Khorramshahr | الكعبة                                       |
|                 |                 | ريال 5,000      | 154×75           |                 | احمر            | الثوار                     | العتبة الفاطمية                              |
|                 |                 | ريال 10,000     | 160×77           |                 | ازرق            | الثوار                     | العتبة الرضوية                               |

### فترةروح الله الخميني(1992–2019)
| العملات في فترة 1992–2019 | العملات في فترة 1992–2019 | العملات في فترة 1992–2019 | العملات في فترة 1992–2019 | العملات في فترة 1992–2019                                         | العملات في فترة 1992–2019 | العملات في فترة 1992–2019 | العملات في فترة 1992–2019 |
| الصورة                    | الصورة                    | القيمة                    | الأبعاد (مليمتر)          | اللون الاساسي                                                     | اللون الاساسي             | الوصف                     | الوصف |
| الوجه                     | الظهر                     | القيمة                    | الأبعاد (مليمتر)          | اللون الاساسي                                                     | اللون الاساسي             | الوجه                     | الظهر |
| ------------------------- | ------------------------- | ------------------------- | ------------------------- | ----------------------------------------------------------------- | ------------------------- | ------------------------- | --- |
| [ 8 ]                     | [ 9 ]                     | Rls 1,000                 | 148 × 73                  |                                                                   | بني                       | روح الله الخميني          | قبة الصخرة |
| [ 10 ]                    | [ 11 ]                    | Rls 2,000                 | 151 × 74                  |                                                                   | Onion-skin purple         | روح الله الخميني          | الكعبة |
| [ 12 ]                    | [ 13 ]                    | Rls 5,000                 | 154 × 75                  |                                                                   | Brown-olive               | روح الله الخميني          | زهور وطيور |
| [ 14 ]                    | [ 14 ]                    | Rls 5,000                 | 154 × 75                  | قمر أميد الصناعي، صاروخ سفير 2، كرة أرضية عليها علامة أراضي إيران | Brown-olive               | روح الله الخميني          | |
| [ 15 ]                    | [ 15 ]                    | Rls 5,000                 | 154 × 75                  | فخار من زابل (شرق إيران)                                          | Brown-olive               | روح الله الخميني          | |
| [ 16 ]                    | [ 17 ]                    | Rls 10,000                | 160 × 77                  |                                                                   | اخضر                      | روح الله الخميني          | جبل دماوند |
| [ 18 ]                    | [ 19 ]                    | Rls 20,000                | 163 × 78                  |                                                                   | ازرق                      | روح الله الخميني          | ميدان نقش جهان |
| [ 20 ]                    | [ 20 ]                    | Rls 20,000                | 163 × 78                  | Jami Al-Aqsa                                                      | ازرق                      | روح الله الخميني          | |
| [ 21 ]                    | [ 21 ]                    | Rls 20,000                | 163 × 78                  | منزل أغا زاده (أبركوه)                                            | ازرق                      | روح الله الخميني          | |
| [ 22 ]                    | [ 23 ]                    | Rls 50,000                | 166 × 79                  |                                                                   | Ochre                     | روح الله الخميني          | خريطة إيران مع رمز الذرة، واقتباس باللغة الفارسية من النبي محمد (صلى الله عليه وسلم) ("إذا كان العلم موجودًا في هذه الكوكبة، فسوف يصل إليه رجال من بلاد فارس")، و"الخليج الفارسي" باللغة الإنجليزية |
| [ 22 ]                    | [ 24 ]                    | Rls 50,000                | 166 × 79                  | المدخل الرئيسي لجامعة طهران                                       | Ochre                     | روح الله الخميني          | |
| [ 25 ]                    | [ 26 ]                    | Rls 100,000               | 166 × 79                  |                                                                   | أخضر زيتوني فاتح          | روح الله الخميني          | ضريح سعدي في شيراز |

### سلسلة بين الأجيال (2019–2023)
استعدادًا لإعادة هيكلة العملة، حيث سيصبح 10,000 ريال ايراني تومان واحد، تُظهر أوراق هذه السلسلة قيمتها العددية بالتومان والريال (مع إزالة الأصفار الأربعة المتبقية). ونظرًا لنقص العملات الورقية، صدرت فئات أعلى على شكل شيكات بدلًا من الأوراق النقدية الرسمية.
| الصورة | الصورة | القيمة                  | الأبعاد (مليمتر) | اللون الاساسي | اللون الاساسي | الوصف            | الوصف                          |
| الوجه  | الظهر  | القيمة                  | الأبعاد (مليمتر) | اللون الاساسي | اللون الاساسي | الوجه            | الظهر                          |
| ------ | ------ | ----------------------- | ---------------- | ------------- | ------------- | ---------------- | ------------------------------ |
|        |        | 10,000 ريال (1 تومان)   | 156 × 71         |               | رمادي         | روح الله الخميني | ضريح ابن سينا في همدان (إيران) |
|        |        | 20,000 ريال (2 تومان)   | 156 × 71         |               | ازرق          | روح الله الخميني | Maqbaratoshoara في تبريز       |
|        |        | 50,000 ريال (5 تومان)   | 156 × 71         |               | بنفسجي        | روح الله الخميني | ضريح حافظ الشيرازي في شيراز    |
|        |        | 100,000 ريال (10 تومان) | 156 × 71         |               | أخضر          | روح الله الخميني | Tomb of Saadi في شيراز         |

2019
- الشيك بقيمة 500,000 ريال (50 تومان) [27]

2020
- 100,000 ريال (10 تومان) [28]
- الشيك بقيمة Rls 1,000,000 (100 تومان) [29]

2021
- 10,000 ريال (1 تومان)
- 20,000 ريال (2 تومان)
- 50,000 ريال (5 تومان) [30]

2023
- الشيك بقيمة 2,000,000 ريال (200 تومان)

## الشيكات النقدية
حاليًا، أعلى قيمة للأوراق النقدية القانونية الصادرة عن البنك المركزي في ايران هي 100,000 ريال (حوالي 2.4 دولار أمريكي في 22 أغسطس 2023). ومع ذلك، يتم تداول الملات الإيرانية من فئة 500,000 ريال ومليون ريال بحرية وتُعامل كعملة نقدية.
كان البنك المركزي يسمح للبنوك الحكومية الكبرى بطباعة أوراقها النقدية الخاصة المعروفة باسم "الشيكات النقدية "cash cheques".". كانت هذه الشيكات عبارة عن شيكات لحامليها بمبالغ ثابتة، مطبوعة على شكل أوراق نقدية رسمية. بمجرد الحصول عليها من البنوك، يمكن استخدامها كعملة نقدية لمدة عام. يتوفر نوعان من هذه الأوراق النقدية. أحدهما يُعرف باسم "شيك إيران" ويمكن صرفه في أي مؤسسة مالية، بينما يمكن صرف الآخر في البنك المُصدر. طُبعت الشيكات بفئات 200,000، و500,000، و1,000,000، و2,000,000، و5,000,000 ريال.
عام 2008، ألغى البنك المركزي الإيراني هذا الامتياز من البنوك، ويصدر حاليًا شيكاته الإيرانية الخاصة بفئات 500,000، و1,000,000،[101]، و2,000,000 ريال.
| شيك إيراني | شيك إيراني | شيك إيراني     | شيك إيراني       | شيك إيراني                      | شيك إيراني    | شيك إيراني                | شيك إيراني                            | شيك إيراني |
| الصورة     | الصورة     | القيمة         | الأبعاد (مليمتر) | اللون الاساسي                   | اللون الاساسي | الوصف                     | الوصف                                 | السنة      |
| الوجه      | الظهر      | القيمة         | الأبعاد (مليمتر) | اللون الاساسي                   | اللون الاساسي | الوجه                     | الظهر                                 | السنة      |
| ---------- | ---------- | -------------- | ---------------- | ------------------------------- | ------------- | ------------------------- | ------------------------------------- | ---------- |
|            |            | ريال 500,000   | 160 × 75         |                                 | بنفسجي        | العتبة الرضوية in مشهد    | الخط الفارسي                          | 2008-2014  |
|            |            | ريال 500,000   | 142 × 71         |                                 | Indigo        | العتبة الرضوية in مشهد    | ضريح حافظ الشيرازي                    | 2014-2015  |
|            |            | ريال 500,000   | 156 × 71         |                                 | احمر          | العتبة الرضوية in مشهد    | جبل دماوند في Mazandaran              | 2018-2022  |
|            |            | ريال 1,000,000 | 160 × 75         |                                 | بني           | قصر تتشر in تخت جمشيد     | الخط الفارسي مع أنماط نباتية وهندسية. | 2008       |
|            |            | ريال 1,000,000 | 160 × 75         |                                 | ازرق          | قصر تتشر in تخت جمشيد     | الخط الفارسي مع أنماط نباتية وهندسية. | 2010       |
|            |            | ريال 1,000,000 | 156 × 71         | حقل غاز الشمال في الخليج العربي | ازرق          | قصر تتشر in تخت جمشيد     | 2020-2022                             |            |
|            |            | ريال 1,000,000 | 156 × 71         | حقل غاز الشمال في الخليج العربي | ازرق          | مرقد فاطمة المعصومة في قم | 2022-2023                             |            |
|            |            | ريال 2,000,000 | 160 × 75         |                                 | Teal          | سد كارون-3                | الخط الفارسي مع أنماط نباتية وهندسية. | 2008       |